# Club Social y Deportivo Tristán Suárez
O Club Social y Deportivo Tristán Suárez (conhecido somente por Tristán Suárez) é um clube de futebol de Tristán Suárez, na Argentina.
Manda suas partidas no Estádio 20 de Octubre, em Tristán Suárez, com capacidade para 15.000 torcedores.

## História
O clube foi fundado em 8 de agosto de 1929 com o nome de "Sportivo Tristan Suárez", embora o registro legal da entidade só aconteceu em 4 de outubro de 1935 sob o nome "Club Sportivo Tristán Suárez". Durante seus primeiros anos, o Tristán Suárez participou dos torneios regionais de futebol organizados pelas ligas de Esteban Echeverría e Cañuelas de 1931 a 1963. Em 24 de dezembro de 1963, foi confirmada a sua afiliação à Associação do Futebol Argentino (AFA).
A estreia do clube em competições da AFA aconteceu em 2 de maio de 1964, no estádio Viejo Gasómetro (antiga cancha do San Lorenzo de Almagro). Na ocasião, o Tristan Suárez foi derrotado por 0–3 para o extinto Piraña, em partida válida pela quinta divisão do Campeonato Argentino de Futebol.

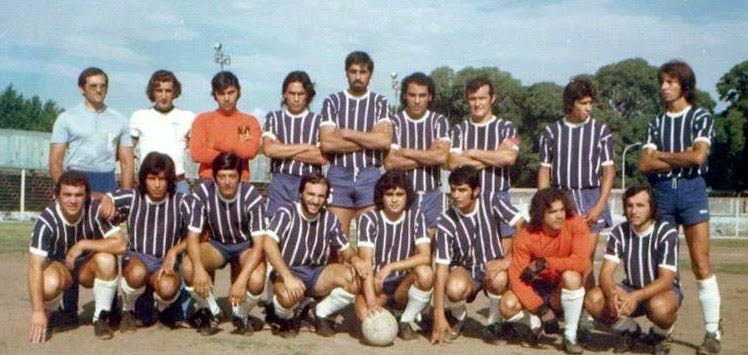
Em 1975, Tristán Suárez ganhou o campeonato da Primera D

Com 12 temporadas na quinta divisão com desempenhos irregulares, o ano de 1975 enfim foi diferente, o clube conquistou o título da divisão e garantiu a almejada vaga para a quarta divisão. No final dessa temporada, a equipe (treinada por Horacio Harguindeguy) terminou dividindo a primeira posição com o Deportivo Merlo, obrigando os dois clubes a uma partida de desempate para proclamar um campeão. A final aconteceu em 14 de fevereiro de 1976, e  terminou com vitória do Tristán Suárez na disputa de pênaltis por 5–4 depois que a partida terminou em 1–1 no tempo regulamentar.
Sua estreia na quarta divisão aconteceu em 1976 e por lá ficaria por 19 temporadas. Na temporada de 1992–93, o clube decidiu com sucesso uma repescagem por sua permanência na divisão. Esteve próximo de levantar a taça da terceira divisão de 1994–95, mas deixou o título escapar pelos dedos. Como vencedor do "Torneo Apertura" de 1994, o clube tinha garantido vaga na final pelo título contra o Temperley, mas perdeu as duas partidas, 0–1 (no jogo de ida) e 1–2 (jogo de volta). Como vice-campeão, o Tristan Suarez ganhou o direito de participar do "Torneo Reducido" ("mata-mata" por um vaga numa divisão superior), e depois de deixar pelo caminho times como Deportivo Paraguayo, Flandria e Berazategui (final), o clube obteve a promoção à terceira divisão.
A equipe estreou na terceira divisão com vitória sobre o Dock Sud. Um ano depois, a equipe venceu o "Torneo Apertura" de 1996 derrotando o Colegiales na final. O clube teve de disputar duas partidas contra o Defensa y Justicia (vencedor do "Torneo Clausura" de 1997) para se promover à segunda divisão, mas o Tristán Suárez deixou a chance escapar. Em 2004, o Tristan Suárez teve mais uma chance de subir à segunda divisão, mas foi novamente derrotado, dessa vez para o Unión de Santa Fé (0–0 em Tristan Suárez; 0–3 em Santa Fé). No torneio de transição de 2014, o Tristán Suárez disputou a final pela promoção contra o Villa Dálmine: a primeira partida foi vencida por 1–0 em Campana , mas no jogo de volta, em casa, o time perdeu por 0–2.
Em 25 de janeiro de 2021, na final única do Torneo Reducido do Segundo Ascenso da Primera B de 2020, o Tristán Suárez venceu o San Telmo por 1–0, no Estádio Libertadores de América em Avellaneda, e foi o segundo time promovido à Primera Nacional. O Lechero (apelido carinhoso do Tristán Suárez) alcançou o acesso à segunda divisão do futebol argentino pela primeira vez em seus 91 anos de história.
| 1929 — 1935 | Sportivo Tristan Suárez                                                                |
| 1935 — 1965 | Club Sportivo Tristán Suárez                                                           |
| 1965 — 2014 | Club Social y Deportivo Tristán Suárez y Biblioteca Popular Domingo Faustino Sarmiento |
| 2014 — hoje | Club Tristán Suárez                                                                    |

## Estádio
| Nome oficial        | 20 de Octubre         |
| Endereço            | Ruas Moreno e Fariña  |
| Localidade          | Tristán Suárez        |
| Partido — Província | Ezeiza — Buenos Aires |
| Inauguração         | 24 de maio de 1964    |
| Capacidade          | 15 000 espectadores   |

## Cronologia no Futebol Argentino
| Tipo de Afiliação  | Direta                                            |
| Data               | 24 de dezembro de 1963                            |
| Competição         | Campeonato da Primera División D – Quinta Divisão |
| Nome da Associação | Associação do Futebol Argentino                   |

| Divisão          | Competição                                  | Período           | Associação |
| Segunda Divisão  | Primera Nacional                            | 2021 — hoje       | AFA        |
| Terceira Divisão | Primera División B                          | 1995–96 — 2020    | AFA        |
| Quarta Divisão   | Primera División C                          | 1986–87 — 1994–95 | AFA        |
| Terceira Divisão | Primera División C                          | 1976 — 1986       | AFA        |
| Quarta Divisão   | Primera de Aficionados / Primera División D | 1964 — 1975       | AFA        |

## Títulos
| Competição                          | Total | Ano(s) / Temporada(s) |
| ----------------------------------- | ----- | --------------------- |
| Quarta Divisão — Primera División D | 1     | 1975                  |